# Un bouvier à Valhermeil, Auvers-sur-Oise
Un bouvier à Valhermeil, Auvers-sur-Oise est une peinture à l'huile réalisée en 1874 par le peintre français Camille Pissarro. L'œuvre représente le hameau de Valhermeil à Auvers-sur-Oise, en France, où Pissarro a vécu plusieurs décennies. L'œuvre, considérée comme le reflet de la fascination et de l'admiration de Pissarro pour la vie pastorale, fait partie de la collection du Metropolitan Museum of Art de New York.

## Description
Cette vue montre l'une des routes reliant le hameau de Valhermeil à Auvers à Pontoise, la ville au nord-ouest de Paris où Pissarro a vécu pendant de nombreuses années. Entre 1873 et 1882, il peint une vingtaine d'œuvres dans ce domaine, dont plusieurs mettant en scène la même maison au toit rouge. Réalisé en 1874, l'année de la première exposition impressionniste, ce tableau a pour sujet des villageois marchant sur des sentiers à travers la campagne, qui était l'un des favoris de l'artiste, reflétant son intérêt pour la vie rurale quotidienne.